# Foissy-lès-Vézelay
Foissy-lès-Vézelay es una localidad y comuna francesa situada en la región de Borgoña, departamento de Yonne, en el distrito de Avallon y cantón de Vézelay.

## Demografía
| 430 | 455 | 454 | 439 | 489 | 463 | 462 | 459 | 437 | 443 | 412 | 438 | 432 | 347 | 313 | 252 | 257 | 251 | 232 | 222 | 219 | 239 | 231 | 206 | 183 | 160 | 149 | 147 |
| Para los censos de 1962 a 1999 la población legal corresponde a la población sin duplicidades (Fuente: INSEE [Consultar]) |     |     |     |     |     |     |     |     |     |     |     |     |     |     |     |     |     |     |     |     |     |     |     |     |     |     |     |